# Черкаський навчальний центр № 62
Черкаський навчальний центр № 62 — державний навчальний заклад при Черкаській виправній колонії № 62 управління Державного департаменту України з питань виконання покарань в Черкаській області, професійно-технічний навчальний заклад у місті Черкаси.

## Історія
Навчальний центр було створено 2004 року на виконання статті 9 Закону України «Про соціальну адаптацію осіб, які відбувають покарання у вигляді обмеження волі або позбавлення волі на певний строк». Тоді навчальний заклад займав одне приміщення і мав 3 навчальні класи та 3 навчально-виробничі дільниці. 2006 року навчальний центр переїхав до нової будівлі, де було обладнано 6 навчальних кабінетів та 6 навчально-виробничих дільниць. 2009 року кількість спеціальностей зросла до 8.

## Структура
Навчальний центр має 6 навчальних кабінетів, 5 навчально-виробничих дільниці та комп'ютерний клас.

## Спеціальності
Навчальний центр готує робітників серед ув'язнених за такими спеціальностями:
- токар
- слюсар механоскладальних робіт
- електрогазозварник
- столяр будівельний
- швачка, оператор швацького устаткування
- оператор комп'ютерного набору
- оператор розчісувального статкування
- електромонтажник з освітлення та освітлювальних систем